# Silio Del Fabro
Silio Del Fabro (* 20. August 1987 in Dudweiler) ist ein deutscher Koch.

## Werdegang
Der Vater von Del Fabro hat Wurzeln im Friaul, wuchs aber im Saarland auf, seine Mutter ist Deutsche.
Nach der Ausbildung ab 2004 im Panoramahotel in Saarlouis ging Del Fabro 2007 zum Wein-& Tafelhaus in Trittenheim (ein Michelinstern). 2008 wechselte er zum Waldhotel Sonnora bei Helmut Thieltges in Dreis (drei Michelinsterne) und 2010 zur Residenz Heinz Winckler in Aschau im Chiemgau (zwei Michelinsterne). Von 2011 bis 2017 kochte er im Gästehaus Klaus Erfort in Saarbrücken (drei Michelinsterne), wo er vier Jahre Souschef war.
Seit November 2017 ist er Küchenchef im Restaurant Esplanade in Saarbrücken, das seit 2018 mit einem Michelinstern ausgezeichnet ist. 2021 kam der zweite Michelinstern hinzu.
Del Fabro ist mit einer Küchenmeisterin verheiratet und hat ein Kind.

## Auszeichnungen
- 2018: Ein Stern im Guide Michelin 2019 für das Restaurant Esplanade in Saarbrücken
- 2020: Koch des Monats September, Der Feinschmecker[2]
- 2021: Zwei Michelinsterne für das Restaurant Esplanade in Saarbrücken[4]